# 刀根亮輔
刀根 亮輔（とね りょうすけ、1991年10月29日 - ）は、福岡県北九州市出身の元プロサッカー選手。登録ポジションはディフェンダー。マネジメント会社はジャパン・スポーツ・プロモーション（JSP）。

## 来歴
福岡県北九州市で生まれ育ち、高校進学時に小学生年代から同じチームでプレーした、1学年上の東慶悟が在籍する大分トリニータU-18に入団。大分U-18ではディフェンダーの他、ボランチとしてもプレーを経験した。高校3年次にはキャプテンを務めた。2010年、トップチームへ昇格。過去に西川周作、梅崎司、東慶悟等が着用した背番号21を与えられた。ルーキーながら開幕戦の柏レイソル戦でベンチ入り、途中出場でプロデビューを果たすとその後はレギュラーに定着し、第6節のファジアーノ岡山戦ではCKからのヘディングでプロ初ゴールも記録した。翌節・ザスパ草津戦でも2試合連続のゴールを記録するなどシーズン前半戦は攻守に渡って貢献。第21節・カターレ富山戦で靭帯を損傷し負傷離脱 して以降は1試合の途中出場に留まった。2011年は新加入の阪田章裕と共に副キャプテンを務めた。
2012年、自身のプレーの幅を広げるため東京ヴェルディへ完全移籍。2年目の2013年には29試合にスタメン出場しブレークを果たした。
2014年、ディフェンダーが多く退団し、同年監督に就任した西野朗のリクエストもあり、本職のディフェンダーを求めていた名古屋グランパスにセンターバック、右サイドバックもこなせる点を買われ完全移籍。J1リーグで初のプレー機会を得たが、怪我もあり 出場機会に恵まれず公式戦4試合の出場に終わった。翌2015年はV・ファーレン長崎へ期限付き移籍。
2016年、中学時代までを過ごした北九州市をホームタウンとするギラヴァンツ北九州へ完全移籍。2017年には北九州のJ3リーグ降格により、J3でのプレーも経験するなど2年間で45試合に出場。
2018年、大分へ完全移籍。2011年以来7年振りの復帰となった。第4節・東京V戦にて大分復帰後初出場初先発を果たし、無失点に貢献した。同試合含め、以後9試合連続でリーグ戦に先発出場。一時3試合連続で先発から外れたが、第16節・甲府戦で先発復帰して以降は同試合含め7試合連続で先発し、大分の前半戦首位折り返しに貢献したが、7月12日のトレーニング中に負傷。全治8ヶ月の右膝前十字靭帯損傷と診断され、離脱することとなった。
2022年2月10日のトレーニング中に再び負傷し、全治8ヶ月の左膝前十字靱帯損傷と診断されチームから離脱。同シーズン中の復帰は叶わず、プロ入り後初めて公式戦出場機会無しに終わった。
2023年も前年に続き公式戦の出場機会無しに終わり、同シーズンを以て、契約満了により大分を退団した。
2024年1月9日、現役引退することを発表した。

## 所属クラブ
- - 2003年 深町SC
- 2004年 - 2006年 北九州市立若松中学校
- 2007年 - 2009年 大分トリニータU-18（大分東明高校）
- 2010年 - 2011年 大分トリニータ
- 2012年 - 2013年 東京ヴェルディ
- 2014年 - 2015年 名古屋グランパス
  - 2015年 V・ファーレン長崎 (期限付き移籍)
- 2016年 - 2017年 ギラヴァンツ北九州
- 2018年 - 2023年 大分トリニータ

## 個人成績
| 国内大会個人成績 | 国内大会個人成績 | 国内大会個人成績 | 国内大会個人成績 | 国内大会個人成績 | 国内大会個人成績 | 国内大会個人成績 | 国内大会個人成績 | 国内大会個人成績 | 国内大会個人成績 | 国内大会個人成績 | 国内大会個人成績 |
| 年度             | クラブ           | 背番号           | リーグ           | リーグ戦         | リーグ戦         | リーグ杯         | リーグ杯         | オープン杯       | オープン杯       | 期間通算         | 期間通算         |
| 年度             | クラブ           | 背番号           | リーグ           | 出場             | 得点             | 出場             | 得点             | 出場             | 得点             | 出場             | 得点             |
| 日本             | 日本             | 日本             | 日本             | リーグ戦         | リーグ戦         | リーグ杯         | リーグ杯         | 天皇杯           | 天皇杯           | 期間通算         | 期間通算         |
| ---------------- | ---------------- | ---------------- | ---------------- | ---------------- | ---------------- | ---------------- | ---------------- | ---------------- | ---------------- | ---------------- | ---------------- |
| 2010             | 大分             | 21               | J2               | 21               | 2                | -                | -                | 1                | 0                | 22               | 2                |
| 2011             | 大分             | 21               | J2               | 22               | 0                | -                | -                | 0                | 0                | 22               | 0                |
| 2012             | 東京V            | 21               | J2               | 8                | 0                | -                | -                | 1                | 0                | 9                | 0                |
| 2013             | 東京V            | 3                | J2               | 29               | 1                | -                | -                | 0                | 0                | 29               | 1                |
| 2014             | 名古屋           | 6                | J1               | 3                | 0                | 1                | 0                | 0                | 0                | 4                | 0                |
| 2015             | 長崎             | 21               | J2               | 21               | 0                | -                | -                | 2                | 0                | 23               | 0                |
| 2016             | 北九州           | 41               | J2               | 17               | 0                | -                | -                | 0                | 0                | 17               | 0                |
| 2017             | 北九州           | 41               | J3               | 28               | 2                | -                | -                | 0                | 0                | 28               | 2                |
| 2018             | 大分             | 41               | J2               | 17               | 0                | -                | -                | 0                | 0                | 17               | 0                |
| 2019             | 大分             | 41               | J1               | 1                | 0                | 0                | 0                | 2                | 1                | 3                | 1                |
| 2020             | 大分             | 41               | J1               | 17               | 0                | 1                | 0                | -                | -                | 18               | 0                |
| 2021             | 大分             | 41               | J1               | 21               | 0                | 4                | 0                | 4                | 0                | 29               | 0                |
| 2022             | 大分             | 41               | J2               | 0                | 0                | 0                | 0                | 0                | 0                | 0                | 0                |
| 2023             | 大分             | 41               | J2               | 0                | 0                | -                | -                | 0                | 0                | 0                | 0                |
| 通算             | 日本             | 日本             | J1               | 42               | 0                | 6                | 0                | 6                | 1                | 54               | 1                |
| 通算             | 日本             | 日本             | J2               | 135              | 3                | 0                | 0                | 4                | 0                | 139              | 3                |
| 通算             | 日本             | 日本             | J3               | 28               | 2                | -                | -                | 0                | 0                | 28               | 2                |
| 総通算           | 総通算           | 総通算           | 総通算           | 205              | 5                | 6                | 0                | 10               | 1                | 221              | 6                |

- J1初出場 - 2014年3月23日 第4節 ヴィッセル神戸戦（名古屋市瑞穂公園陸上競技場）
- J2初出場 - 2010年3月7日 第1節 柏レイソル戦 (日立柏サッカー場)
  - 初得点 - 2010年4月11日 第6節 ファジアーノ岡山戦 (大分銀行ドーム)
- J3初出場 - 2017年3月26日 第3節 セレッソ大阪U-23戦（ミクニワールドスタジアム北九州）
  - 初得点 - 2017年7月8日 第16節 グルージャ盛岡戦（ミクニワールドスタジアム北九州）

## 出場大会
- 2009年度 第33回日本クラブユースサッカー選手権 (U-18)大会
- 2009年度 高円宮杯第20回全日本ユースサッカー選手権 (U-18)大会

## 代表・選抜歴
- 2009年 U-18日本代表候補